# Пегас (ракета-носитель)
«Пегас» (Пегасус, Pegasus) — американская ракета-носитель лёгкого класса с возможностью воздушного старта. Разработана корпорацией Orbital Sciences Corporation.
Старт производится с помощью специально оборудованного самолёта L-1011 Stargazer фирмы Lockheed Corporation. Отделение ракеты от самолёта-носителя происходит на высоте порядка 12 км.
Основную тягу двигателя создают три основных ступени ракеты, работающие на твёрдом топливе. В варианте Pegasus HAPS дополнена блоком маневрирования, работающим на гидразине.
Масса носителя − 18 500 кг (Pegasus), 23 130 кг (Pegasus XL)
Масса полезного груза, выводимого на низкую околоземную орбиту носителем «Пегас» — до 443 кг.
Стоимость запуска (на 2014 год) — 40 млн долларов США (Pegasus XL).
С 1990 по 2016 годы произведено 44 запуска носителя «Пегас» с выведением на орбиту искусственных спутников, из них неудачными были 3 запуска и ещё 2 частично-неудачными. С 1997 года все 30 запусков прошли успешно.

## Авиапарк

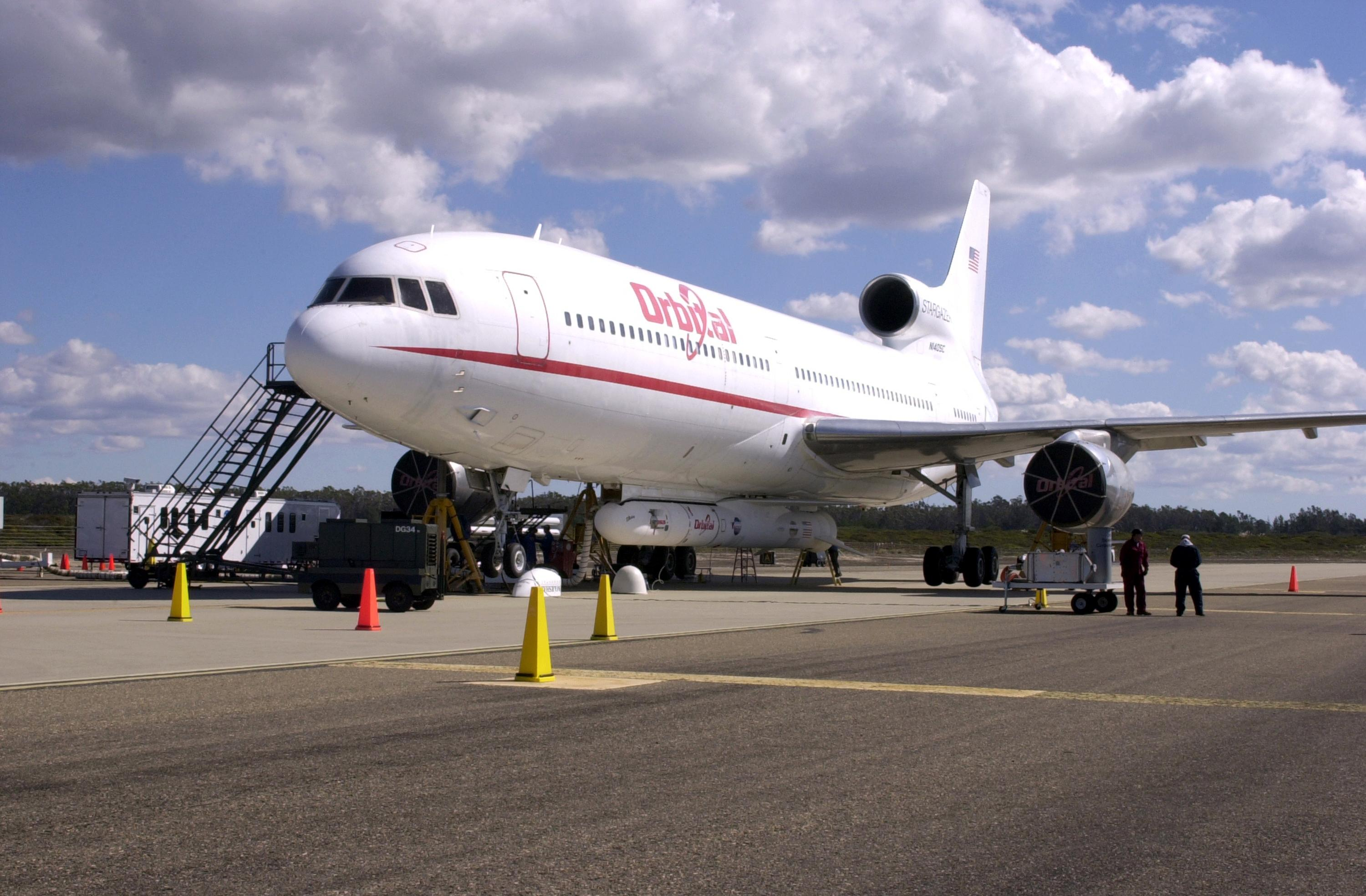
КА DART установлен на ракету закреплённую под самолётом

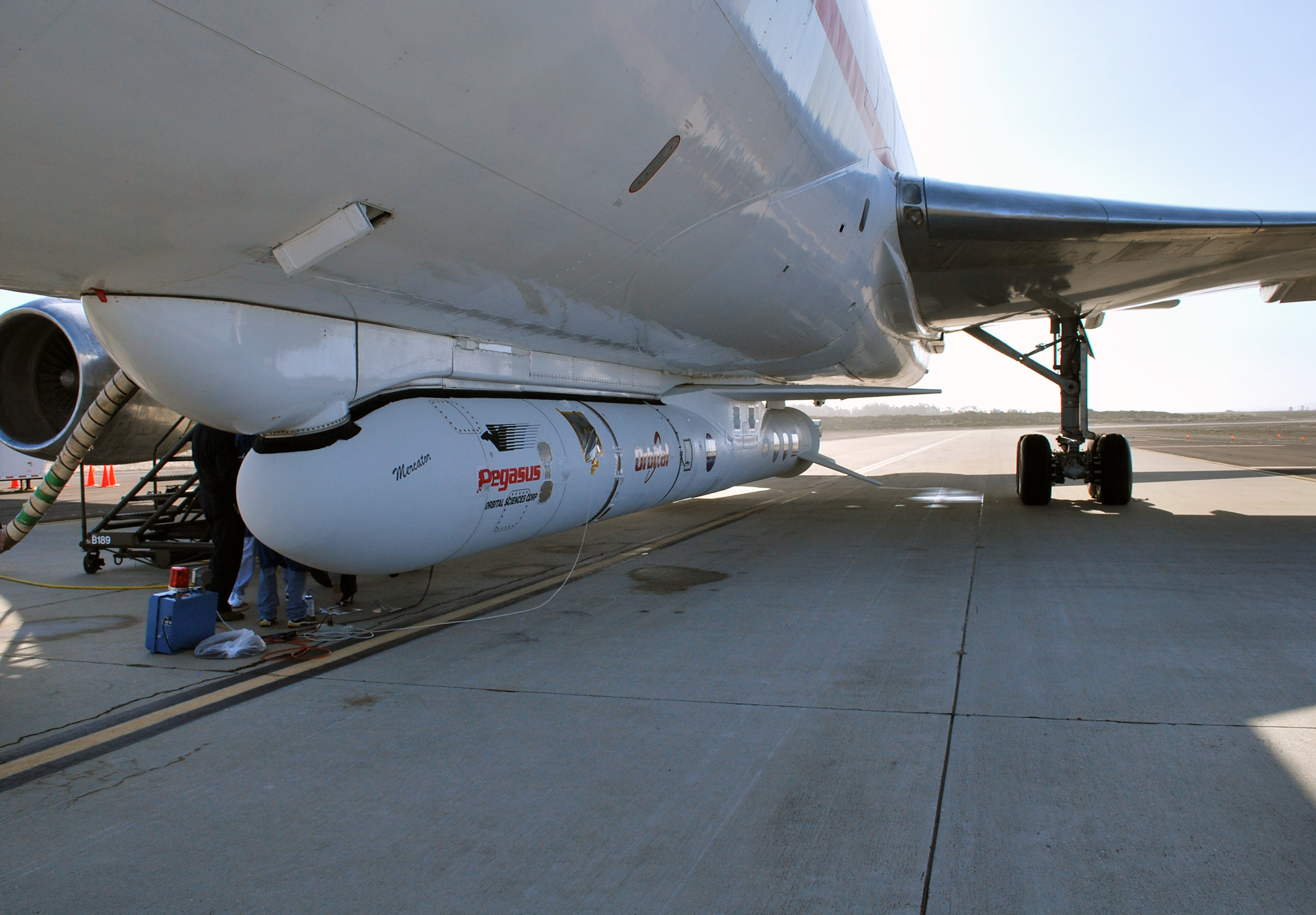
Ракета Pegasus XL установлена под самолётом Локхид Л-1011 Трайстар

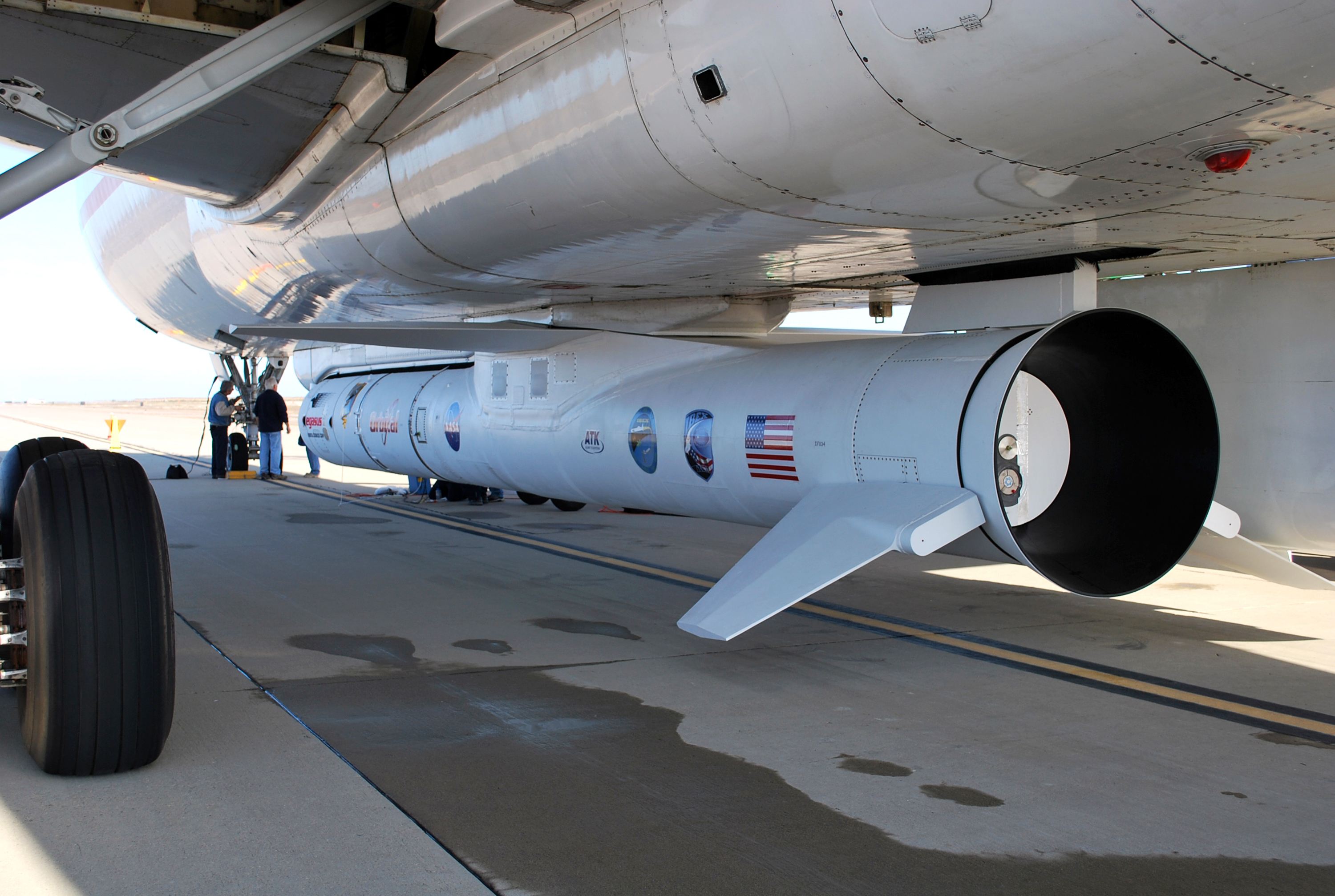
Ракета-носитель Pegasus XL

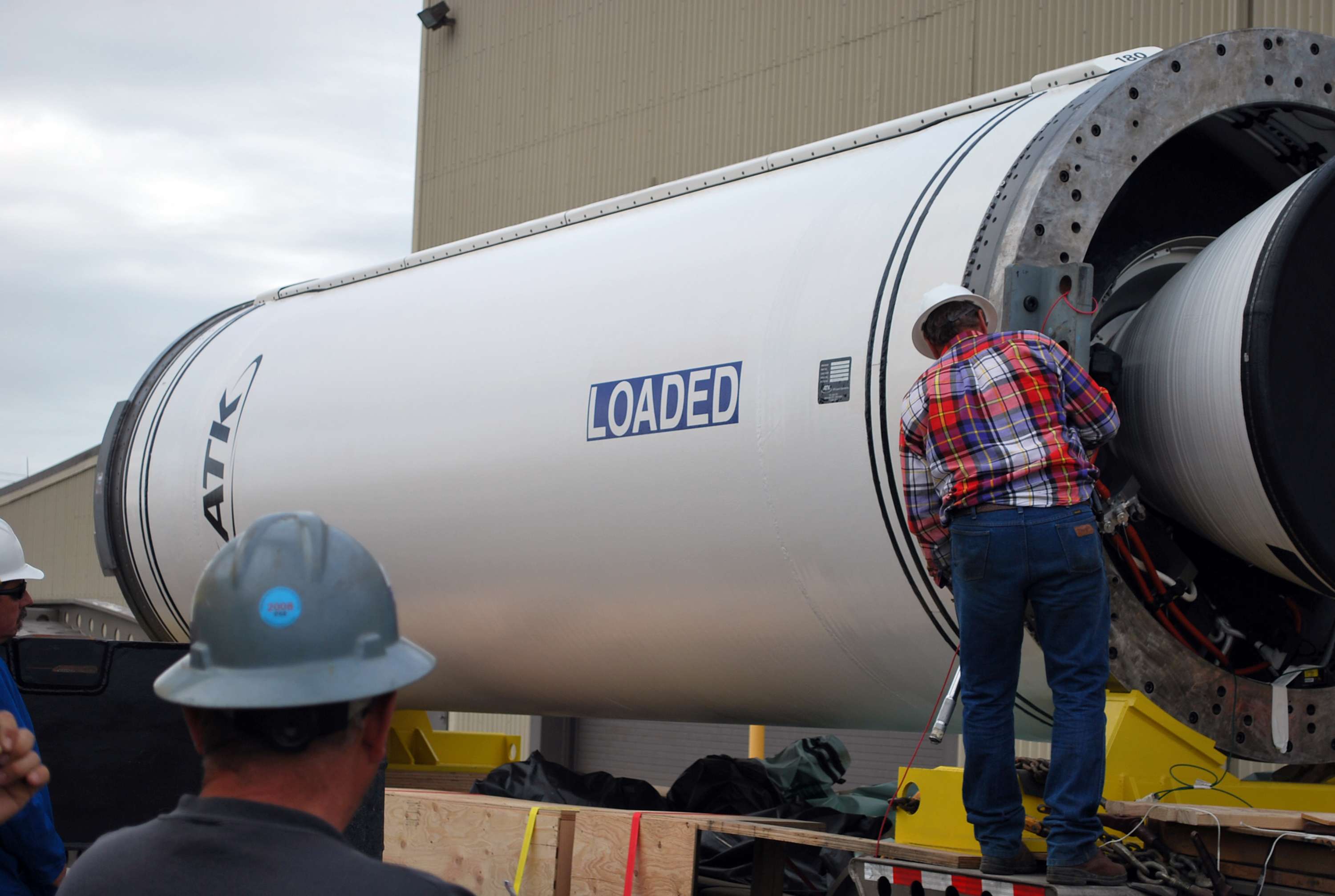
Castor 120 в Калифорнии

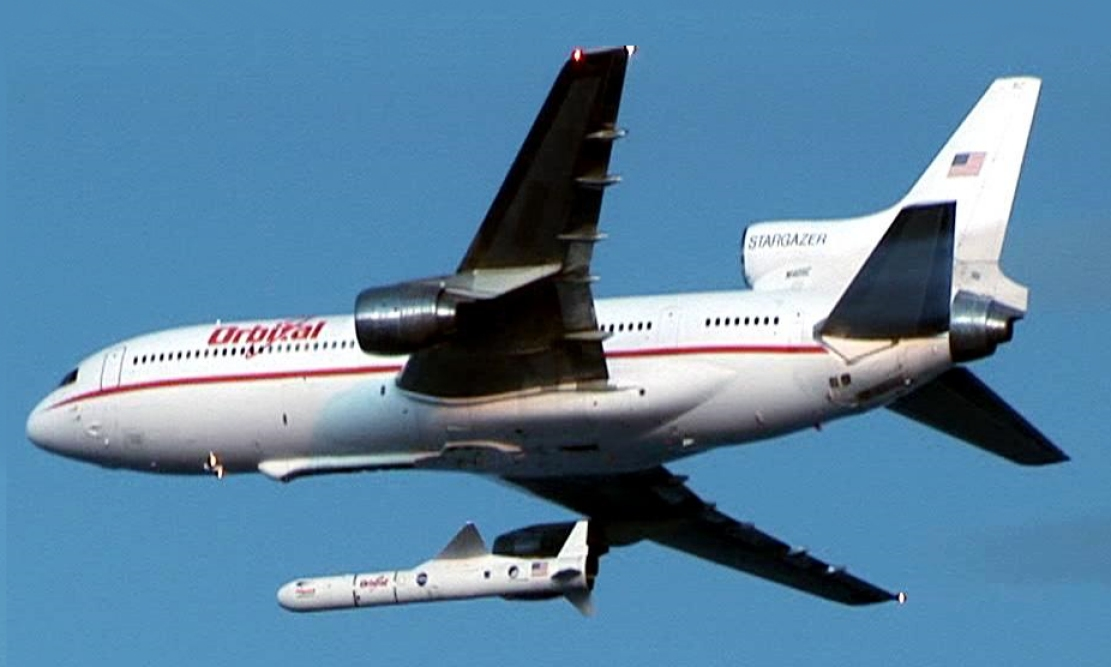
Запуск ракеты Пегас с пятью спутниками

Самолёты носители (B-52 Balls 8 принадлежащий NASA, и нынешний  Л-1011 Трайстар корпорации Orbital) служат для достижения крейсерской высоты полёта. Самолёт достигает 12000 метров, и придаёт ракете дозвуковую скорость (около 3% от космической скорости), после чего ракета отделяется и выводит спутник на орбиту.
Благодаря такому способу доставки можно многократно использовать авиалайнер как дешёвый ускоритель для первой ступени ракеты.
Кроме того, для традиционных стартов погода всё ещё остаётся большой проблемой. Но благодаря самолёту, можно этого избежать (хотя погода может помешать взлететь самолёту и достичь места пуска).
Самолёт, взлетев, может направиться к экватору и произвести запуск оттуда. Это даёт дополнительное преимущество. Также при запуске над океаном исключается возможность падения отработавших ступеней ракеты-носителя на густонаселённые районы.
Как правило, самолёт-носитель взлетает из Калифорнии и доставляет ракету к месту запуска, нередко за тысячи километров.

## Связанные проекты
Компоненты ракеты Пегас изготавливаются Orbital Sciences Corporation.
- Ракета Таурус стартует традиционным способом с земли. Разработана на основе ракеты-носителя с воздушным стартом Pegasus, использует её вторую ступень. Первой ступенью служит более мощная часть Castor 120[англ.]. На первых пусках использовались ступени ракеты MX.
- Минотавр 1 также стартует с земли, первая M55A1 и вторая SR19 ступени были заимствованы у баллистической ракеты «Минитмен-2», третья Orion 50XL и четвёртая Orion 38, а также головной обтекатель и система управления с ракеты-носителя Pegasus-XL. Использовалась только по заказу Правительства США.
- Третью ракету назвали Минотавр-4. Первые три ступени в ней от выведенных из эксплуатации МБР ракеты MX.  В качестве четвёртой ступени добавили Orion 38.
- Для разгона (вывода на требуемую скорость и высоту) беспилотного экспериментального гиперзвукового летательного аппарата NASA X-43 использовался разгонный блок ракеты Пегас.